# Koopmans teorem
Koopmans teorem är ett teorem inom kvantmekaniken som rör egenvärdena i Hartree–Fock-metoden. Enligt teoremet motsvarar egenvärdena den energi som krävs för att lägga till eller ta bort en elektron i en spinn-orbital. Teoremet är uppkallat efter nederländaren Tjalling Koopmans, som publicerade sin formulering av teoremet under 1934.
Mer specifikt säger teoremet att varje egenvärde i Hartree–Fock-metoden motsvarar den energi som krävs för att ta bort en elektron från den motsvarande spinn-orbitalen:
{\displaystyle E_{HF}(N-1)-E_{HF}(N)=-\epsilon _{n}.}
På samma sätt är egenvärdena relaterade till den energi som det krävs för att lägga till en elektron i en spinn-orbital:
{\displaystyle E_{HF}(N+1)-E_{HF}(N)=\epsilon _{m}.}
Teoremet kan enkelt visas med hjälp av de explicita uttrycken för energierna. Till exempel gäller att 
{\displaystyle E_{HF}(N)=\sum \limits _{i}^{N}\langle i|{\hat {H}}|i\rangle +{\frac {1}{2}}\sum _{ij}^{N}\left(\langle ij|{\hat {V}}_{C}|ij\rangle -\langle ij|{\hat {V}}_{C}|ji\rangle \right)}
och
{\displaystyle E_{HF}(N-1)=\sum \limits _{i\neq n}^{N}\langle i|{\hat {H}}|i\rangle +{\frac {1}{2}}\sum _{ij\neq N}^{N}\left(\langle ij|{\hat {V}}_{C}|ij\rangle -\langle ij|{\hat {V}}_{C}|ji\rangle \right)}
där {\displaystyle {\hat {H}}_{0}} betecknar enpartikeloperatorn i Hamiltonoperatorn och {\displaystyle {\hat {V}}_{C}} betecknar tvåpartikeloperatorn i Hamiltonoperatorn. Differensen ger
{\displaystyle E_{HF}(N-1)-E_{HF}(N)=-\langle n|{\hat {H}}|n\rangle -\sum _{i}^{N}\left(\langle in|{\hat {V}}_{C}|in\rangle -\langle in|{\hat {V}}_{C}|ni\rangle \right)=-\epsilon _{n}.}
Teoremet förutsätter att spinn-orbitalerna är desamma före som efter att en elektron har lagts till eller tagits bort, det vill säga att spinn-orbitalerna är ”frysta”. I verkligheten sker en relaxation efter att till exempel en molekyl har joniserats, vilket medför en avvikelse mellan Koopmans teorem och experimentella data. Utöver detta avviker teoremet från experimentella data även på grund av att Hartree–Fock-metoden inte tar hänsyn till korrelationsenergi. Dessa två effekter tar i vissa fall delvis ut varandra, vilket leder till en oväntad bra överensstämmelse mellan Koopmans teorem och experiment.